# Knud Pheiffer
Knud Pheiffer, född 14 januari 1909, död 4 juli 1961, var en dansk skådespelare, teaterdirektör och sångtextförfattare.
Han var 1949–1954 gift med Grethe Thordahl som också framförde några av de mest kända låtarna som Pheiffer skrev.